# Claudio Marchisio
Claudio Marchisio (Torino, 19 gennaio 1986) è un ex calciatore italiano, di ruolo centrocampista.
Ha legato gran parte della sua carriera alla Juventus, club con cui ha vinto sette campionati consecutivi di Serie A (dal 2011-12 al 2017-18), uno di Serie B (2006-07), tre Supercoppe italiane (2012, 2013 e 2015) e quattro Coppe Italia consecutive (dal 2014-15 al 2017-18). Vanta inoltre la vittoria di un campionato di Prem'er-Liga con lo Zenit San Pietroburgo (2018-19).
Ha fatto parte della nazionale olimpica, con cui nel 2008 ha dapprima vinto il Torneo di Tolone e poi partecipato ai Giochi di Pechino 2008. In azzurro è stato semifinalista all'Europeo Under-21 di Svezia 2009, finalista all'Europeo di Polonia-Ucraina 2012 e terzo classificato alla Confederations Cup di Brasile 2013; con la nazionale maggiore ha inoltre partecipato a due Mondiali (Sudafrica 2010 e Brasile 2014).
È stato inoltre inserito per due anni consecutivi (nel 2011 e nel 2012) nella squadra dell'anno AIC e nella squadra della stagione della UEFA Champions League nel 2014-15.

## Biografia
Nato e cresciuto a Torino, si è sposato con Roberta l'8 giugno 2008; la coppia ha due figli, nati rispettivamente nel 2009 e nel 2012.
Inizialmente detto Piccolo Lord dal compagno di squadra Federico Balzaretti, è stato successivamente soprannominato Principino per il suo modo di vestire e il comportamento in campo. Nel 2012 è stato scelto come testimonial del videogioco FIFA 13, comparendo nella copertina dell'edizione italiana insieme a Lionel Messi.

## Caratteristiche tecniche
(Luigi Cagni, 2011)

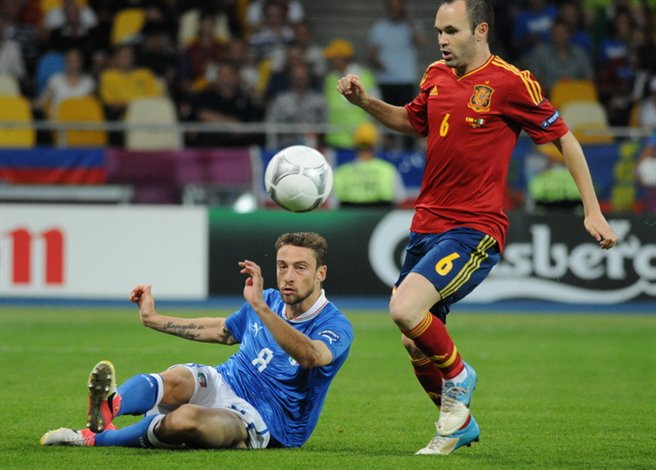
Marchisio (in basso) in nazionale, in scivolata sullo spagnolo Iniesta nella finale del campionato d'Europa 2012.

Nato inizialmente come attaccante, ruolo che ha ricoperto fino all'età di sedici anni, in seguito ha arretrato il proprio raggio d'azione al centrocampo per via della sua struttura fisica, poco adatta al reparto avanzato. Per larga parte della carriera è stato considerato tra i centrocampisti centrali più forti del panorama europeo nonché uno dei migliori calciatori italiani della sua generazione.
Era una mezzala forte fisicamente, dotato di visione di gioco e personalità che lo rendevano sovente decisivo in campo. I suoi punti di forza erano il tiro dalla lunga distanza, la capacità di ricoprire tutti i ruoli del centrocampo, il recupero e la successiva distribuzione del pallone, oltre a un'ottima tecnica individuale unita a un buon dribbling negli spazi stretti.
È stato spesso paragonato a Marco Tardelli per la sua capacità di inserirsi e di andare a rete, retaggio dei suoi trascorsi giovanili da attaccante. Sfruttando le sue diverse qualità tecniche, è stato utilizzato con buoni risultati anche in diverse posizioni del campo, sia più avanzate come trequartista, esterno e seconda punta, sia più arretrate come mediano o regista basso davanti alla difesa.

## Carriera

### Giocatore

#### Club

##### Juventus

###### Gli inizi
Nel 1993, all'età di 7 anni, Marchisio comincia a praticare sport nella polisportiva torinese Sisport; qui, dopo pochi allenamenti viene notato dagli osservatori della Juventus. Nel vivaio bianconero compie tutta la trafila delle squadre giovanili, indossando la fascia di capitano e sollevando numerosi trofei: «...quando ci sono arrivato non c'era assolutamente l'idea di arrivare in prima squadra e fare il calciatore. Era solo un bel modo di giocare, per giunta con il privilegio di poterlo fare con la maglia della squadra del cuore. Man mano che passavano gli anni il gioco si è trasformato in passione e poi in professione». In questa fase della sua carriera viene allenato da tecnici come Domenico Maggiora e Maurizio Schincaglia, i quali lo trasformano stabilmente da attaccante a centrocampista.

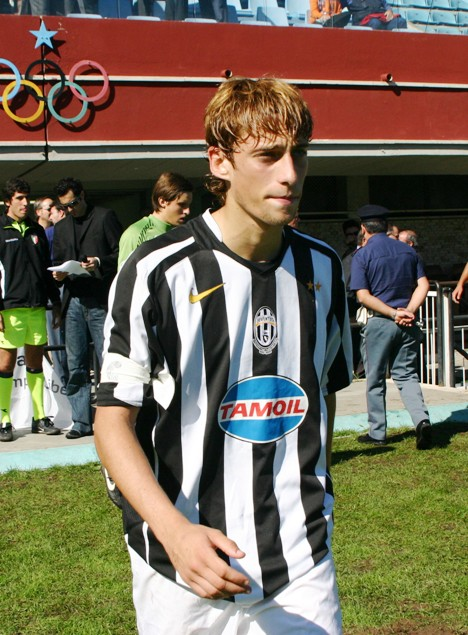
Un giovane Marchisio nel 2005, capitano della squadra Primavera della Juventus, alla Wojtyła Cup.

Tra gli altri, con la squadra Primavera arriva per due volte consecutive alla finale del Torneo di Viareggio, vincendo l'edizione del 2005 contro i pari età del Genoa, mentre nella stagione successiva, l'ultima trascorsa tra le giovanili bianconere, conquista il campionato di categoria; nel corso della stessa, inoltre, viene sovente aggregato alla prima squadra dall'allenatore Fabio Capello, senza però mai scendere in campo.

###### L'esordio tra i professionisti
Nell'estate 2006, la retrocessione d'ufficio della Juventus in Serie B porta vari giocatori di primo piano a lasciare la Vecchia Signora. L'opera di ricostruzione della società nel post-Calciopoli apre le porte della prima squadra a una nuova generazione di bianconeri; assieme ad altri suoi compagni delle giovanili quali De Ceglie e Giovinco, anche Marchisio viene inserito, nell'annata 2006-07, nella rosa a disposizione del tecnico Didier Deschamps: «la possibilità di mettersi in mostra è stata decisiva per noi [giovani]. C'era la possibilità di arrivare in alto in poco tempo».
Il 19 agosto, a 20 anni, il centrocampista debutta tra i professionisti subentrando sul finire della sfida di Coppa Italia tra Martina e Juventus (0-3), per poi giocare in campionato, il 1º novembre successivo contro il Brescia, la sua prima gara da titolare. In precedenza, in settembre aveva fatto un'ultima apparizione con la squadra Primavera, superando i pari età dell'Inter nella supercoppa di categoria. Le sue buone prestazioni inducono l'allenatore francese a utilizzarlo con continuità; diventa così una delle prime scelte per il centrocampo bianconero, e nelle ultime partite della stagione viene spesso schierato in campo dal 1'. Con 25 presenze totali, contribuisce alla vittoria del torneo cadetto e al ritorno della Juventus in Serie A.

##### Empoli: i debutti in Serie A e in Europa
Conclusa la vittoriosa annata tra i cadetti con la Juventus, Marchisio ha subito modo di calcare quella massima serie conquistata sul campo, ma con una diversa maglia: «ho fatto solo un anno fuori, ad Empoli nel 2007-08; non lo rimpiango perché mi ha fatto crescere tantissimo come uomo». Il 24 luglio 2007 passa infatti in prestito, assieme all'altro bianconero Giovinco, alla società toscana dove entrambi giocano il primo campionato di Serie A della loro carriera.
Con l'Empoli debutta in massima categoria il 26 agosto successivo, all'età di 21 anni, nella sconfitta contro la Fiorentina (3-1) all'Artemio Franchi di Firenze. Il 20 settembre dello stesso anno esordisce anche in Coppa UEFA, nel debutto europeo del club toscano contro lo Zurigo. Termina la stagione a Empoli con 26 presenze in campionato, una in Coppa Italia e 2 in Coppa UEFA, per un totale di 29 partite stagionali; il contributo di Marchisio non riesce tuttavia a evitare alla provinciale toscana la retrocessione in Serie B.

##### Ritorno alla Juventus
(Claudio Marchisio, 2013)

###### Anni di ricostruzione (2008-2011)

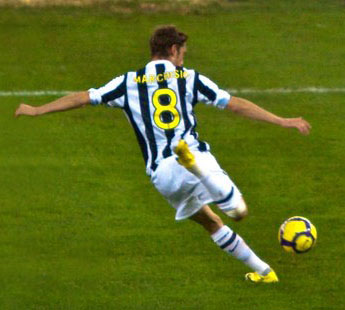
Marchisio al cross sul campo del nel campionato 2009-10.

Nel luglio 2008 fa ritorno alla Juventus con cui disputa la prima gara ufficiale della stagione 2008-09, da titolare, il 26 agosto nel ritorno del terzo turno preliminare della Champions League, giocata a Bratislava contro l'Artmedia Petržalka e pareggiata 1-1. Il 24 gennaio 2009 segna il suo primo gol in Serie A con la maglia della Juventus, decisivo ai fini della vittoria sulla Fiorentina (1-0), su assist di Alessandro Del Piero. Grazie alle prestazioni offerte in quest'annata, il sito web dell'UEFA lo inserisce tra i dieci giovani che si stanno mettendo in luce alla loro prima esperienza nella massima competizione continentale, mentre il sito del quotidiano inglese The Times, in gennaio, lo inserisce al decimo posto, e miglior italiano, nella lista dei 50 «astri nascenti» del calcio internazionale.
Il 10 ottobre 2009 è costretto a operarsi al menisco: ritorna a calcare ufficialmente i terreni di gioco il 25 novembre successivo, in Champions League, giocando gli ultimi minuti della sconfitta bianconera (0-2) sul campo del Bordeaux, mentre torna da titolare quattro giorni dopo, in campionato, sul campo del Cagliari (2-0). L'11 marzo 2010, all'età di 24 anni, indossa per la prima volta la fascia di capitano del club, dopo l'uscita dal campo di David Trezeguet, nella sfida d'andata degli ottavi di Europa League vinta 3-1 contro il Fulham.

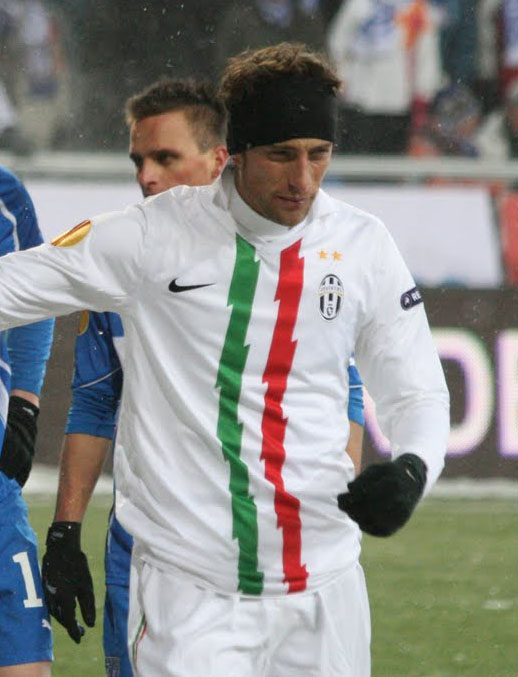
Marchisio nel 2010, nella trasferta di Europa League contro il.

Nel corso della stagione seguente, 2010-11, il 19 settembre bagna con un gol nel successo esterno sull'Udinese (4-0) il raggiungimento delle 100 presenze in maglia bianconera, mentre il 3 aprile, in occasione della vittoriosa trasferta (2-0) contro la Roma, per la prima volta scende in campo dal 1' come capitano bianconero. La definitiva affermazione del centrocampista ai massimi livelli coincide tuttavia con uno tra i periodi più difficili nella storia della società torinese, che per la seconda stagione consecutiva chiude il campionato a un anonimo settimo posto, lontano da qualsivoglia obiettivo minimo; tutto ciò, nonostante un Marchisio il quale è ormai tra i punti fermi dell'undici titolare piemontese.

###### Le prime vittorie (2011-2014)
La stagione 2011-12 vede una Juventus foriera di novità, con l'arrivo in panchina di Antonio Conte, oltreché di Pirlo e del cileno Arturo Vidal quali nuovi compagni di reparto di Marchisio. Il 2 ottobre 2011 il centrocampista realizza la sua prima doppietta in maglia bianconera, che vale il 2-0 ai rivali alla corsa-scudetto del Milan; a riprova di un inizio di stagione che lo vede mattatore assoluto dei torinesi, nelle settimane seguenti risulta prima decisivo nella trasferta contro l'Inter del 29 ottobre, dove sigla il 2-1 che regala ai bianconeri la vittoria del derby d'Italia, mentre l'8 dicembre nei supplementari di Juventus-Bologna di Coppa Italia firma il 2-1 che permette ai piemontesi di qualificarsi ai quarti di finale. Il 6 maggio 2012, grazie al 2-0 al Cagliari nella partita giocata sul campo neutro di Trieste, con una giornata d'anticipo conquista il suo primo scudetto, emergendo tra i maggiori protagonisti di una squadra bianconera che si lascia definitivamente alle spalle gli anni bui post-Calciopoli. Dopo la sconfitta nella finale di Coppa Italia del 20 maggio contro il Napoli, conclude la sua miglior annata sottoporta con 10 gol in 39 presenze stagionali.

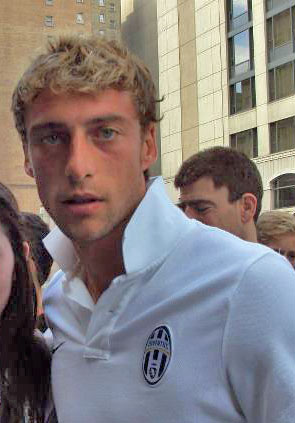
Marchisio alla Juventus nell'estate 2011.

La stagione 2012-13 inizia l'11 agosto a Pechino con la vittoria della Supercoppa italiana, la prima per il centrocampista, grazie al 4-2 sul Napoli maturato ai supplementari. Sul finire del 2012, il 7 novembre realizza la sua prima rete in Champions League, nella sfida vinta 4-0 contro il Nordsjælland, mentre il 1º dicembre mette a segno una doppietta nel 3-0 del derby di Torino. Il 5 maggio 2013, grazie alla vittoria casalinga per 1-0 sul Palermo, vince con tre giornate d'anticipo il secondo campionato italiano consecutivo.
Il 18 agosto 2013, al primo incontro ufficiale dell'annata 2013-14, s'infortuna nel corso della finale di Supercoppa italiana contro la Lazio, vinta 4-0: la lesione al legamento del ginocchio destro lo costringe a saltare l'inizio di stagione. Una volta ristabilitosi, incontra difficoltà nel ritrovare un posto da titolare in squadra, anche a fronte della crescita mostrata dal giovane compagno di reparto Paul Pogba (il quale già nella seconda parte del precedente torneo aveva iniziato a togliere spazio al centrocampista italiano). Con il nuovo anno, sfruttando i vari impegni della Juventus tra campionato e coppe, torna ad avere un buon minutaggio in maglia bianconera, facendo di necessità virtù e ben comportandosi anche quando schierato in ruoli differenti da quelli ricoperti fin qui in carriera, come trequartista dietro alle punte o regista basso davanti alla difesa. Il 4 maggio 2014, grazie alla sconfitta dei rivali della Roma sul campo del Catania, arriva la conquista del terzo scudetto consecutivo per Marchisio.

###### Il dominio domestico (2014-2018)

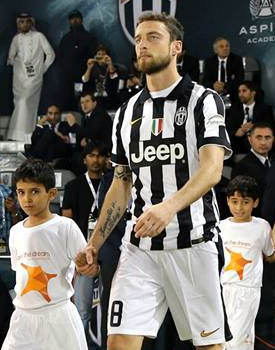
Marchisio entra in campo a Doha per la sfida di Supercoppa italiana 2014 contro il.

Nell'annata 2014-15 vince il suo quarto campionato di Serie A consecutivo con la maglia della Juventus, un successo arrivato il 2 maggio, con quattro giornate d'anticipo, dopo la vittoria 1-0 sul campo della Sampdoria. In un finale di stagione ricco di appuntamenti per la squadra bianconera, il 20 dello stesso mese, pur non potendo prendere parte (causa squalifica) alla vittoriosa finale sulla Lazio, Marchisio mette in bacheca anche la sua prima Coppa Italia, mentre il 6 giugno gioca la sua prima finale di Champions League, persa 1-3 a Berlino contro il Barcellona. Sul piano personale, è questa la stagione in cui il nuovo allenatore juventino Massimiliano Allegri impiega il giocatore sempre più spesso nella posizione di regista basso, in luogo di un Pirlo ormai al tramonto della carriera; un ruolo che lo consegna, secondo gli addetti ai lavori, alla migliore stagione della sua carriera. A corollario, il 29 aprile 2015, in occasione del successo interno (3-2) sulla Fiorentina, Marchisio entra nel novero dei calciatori juventini più presenti di sempre raggiungendo le 300 gare in maglia bianconera.
Nella stagione 2015-16 Marchisio è ormai stabilmente trasformato in un regista arretrato davanti alla difesa, formando una solida coppia di centrocampo assieme al tedesco Sami Khedira. L'annata, iniziata l'8 agosto con la conquista della terza Supercoppa nazionale della carriera, superando per 2-0 la Lazio sul campo di Shanghai, vede la Juventus, reduce da un corposo rinnovamento dei ranghi, alle prese con un avvio di campionato decisamente al di sotto delle aspettative; ciò nonostante Marchisio emerge presto tra i punti di forza della squadra bianconera che, al termine di una rimonta-record, permette al calciatore di fregiarsi del suo quinto scudetto consecutivo, cui si andrà ad aggiungere anche la seconda Coppa Italia consecutiva, vinta il 21 maggio a Roma contro un Milan superato 1-0 ai supplementari. Tuttavia il 17 aprile 2016, nel corso della sfida interna contro il Palermo (4-0), in un contrasto di gioco con il rosanero Franco Vázquez riporta la rottura del legamento crociato anteriore del ginocchio sinistro: l'infortunio lo costringe a finire sotto ai ferri e a chiudere anzitempo l'annata, peraltro conclusa (cosa insolita nella sua carriera) senza mai trovare la rete.

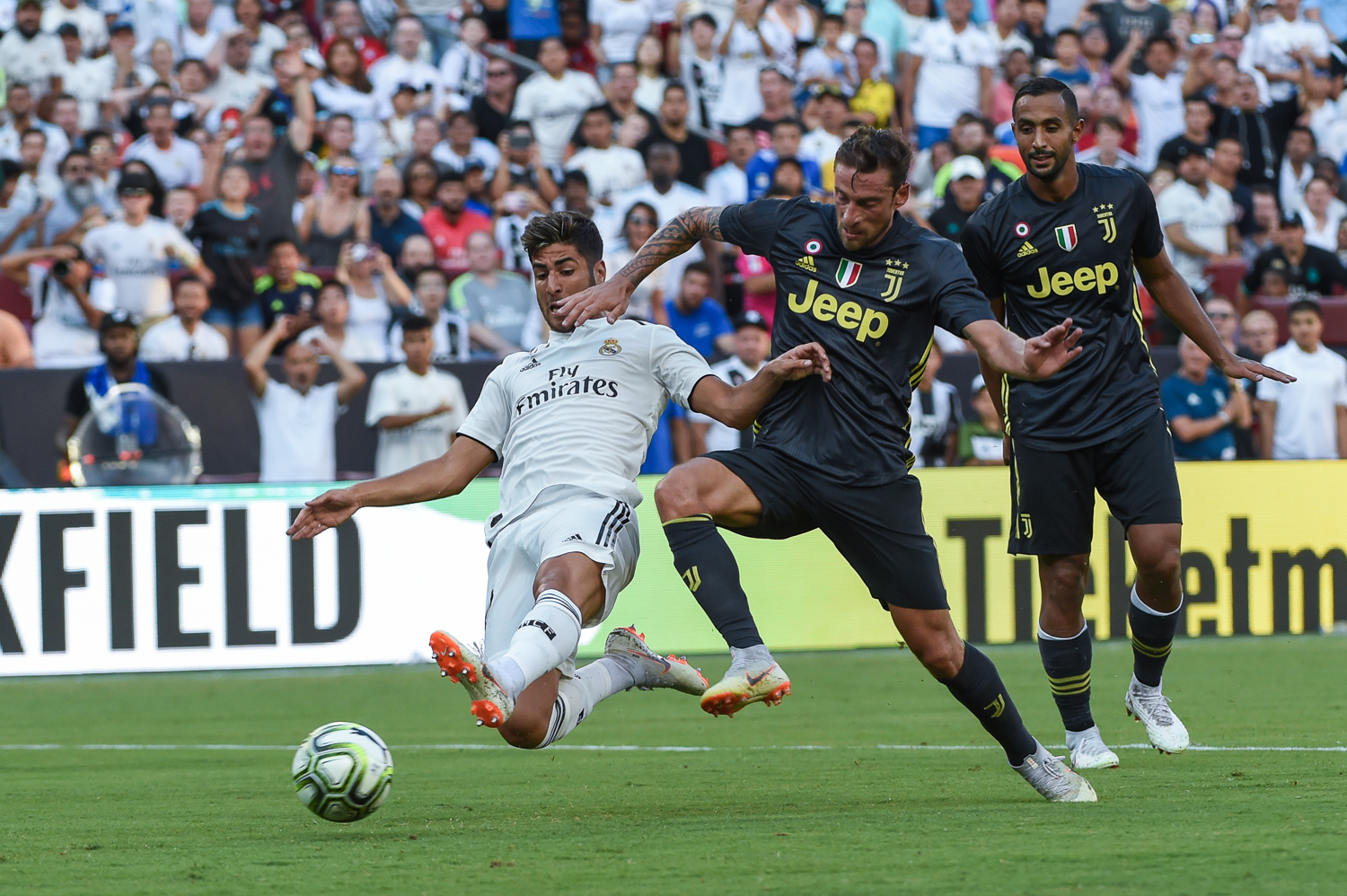
Marchisio nell'estate 2018, agli sgoccioli della sua esperienza juventina; qui in contrasto sul madrileno Asensio (a sinistra), sotto lo sguardo del compagno di squadra Benatia (a destra), durante l'International Champions Cup.

Costretto a rimanere lontano dai campi per sei mesi, Marchisio torna a giocare solo all'inizio della stagione seguente, 2016-17, scendendo in campo dal 1' in occasione della vittoriosa sfida di campionato del 26 ottobre a Torino contro la Sampdoria, battuta 4-1. Il successivo 22 novembre ritrova il gol dopo oltre un anno e mezzo, realizzando dal dischetto in casa del Siviglia il momentaneo pareggio nella sfida di Champions League poi vinta 3-1 dalla Juventus. Torna al gol in campionato il 17 febbraio 2017, aprendo le marcature nella vittoria interna per 4-1 sul Palermo. Il 17 maggio mette in bacheca la Coppa Italia, primo trofeo stagionale nonché terzo consecutivo per la squadra torinese, in seguito alla vittoria per 2-0 sulla Lazio nella finale di Roma; quattro giorni dopo, con il successo 3-0 allo Stadium sul Crotone, arriva anche il sesto titolo italiano di fila, che permette a Marchisio e alla Juventus d'inanellare anche il terzo double nazionale consecutivo, e soprattutto di battere dopo 82 anni il record della Juve del Quinquennio. Il 3 giugno a Cardiff gioca da subentrante la sua seconda finale di Champions League, che vede i bianconeri nuovamente sconfitti 1-4 dal Real Madrid.
I successi si ripetono nell'annata 2017-18, l'ultima alla Juventus: fa suo il settimo scudetto consecutivo, dopo un lungo testa a testa contro il Napoli, e annesso quarto double domestico di fila – quest'ultimo un primato nella storia del calcio italiano –, grazie al 4-0 al Milan nella finale di Coppa Italia del 9 maggio. Insieme ai compagni di squadra Barzagli, Buffon, Chiellini e Lichtsteiner, Marchisio è tra i 5 eptacampioni d'Italia di questo ciclo bianconero; Il centrocampista va però incontro a una stagione in negativo sul versante personale, causa annosi guai fisici da una parte e una sopravvenuta concorrenza nel centrocampo torinese dall'altra, che non gli permettono più di rientrare nelle dinamiche della squadra titolare. Anche in ragione di ciò, dopo 24 anni di militanza in maglia bianconera, il 17 agosto 2018 rescinde consensualmente il contratto che lo legava al club.

##### Zenit San Pietroburgo e ritiro

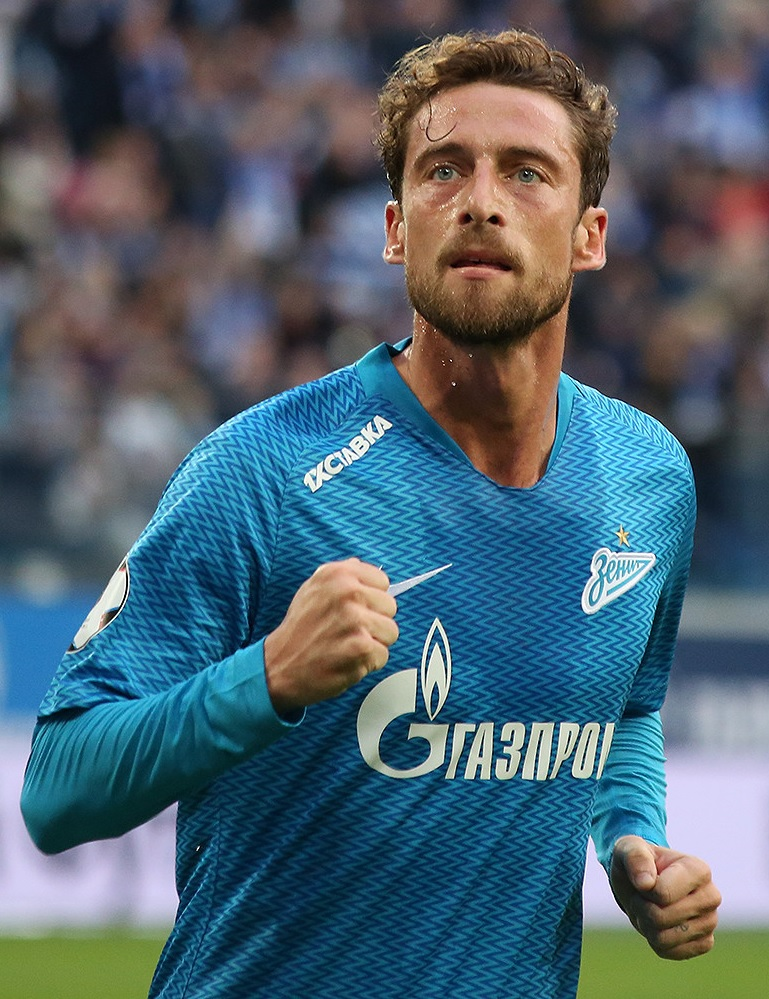
Marchisio esultante dopo un gol per lo Zenit San Pietroburgo nel 2018.

Il 3 settembre 2018 si trasferisce da svincolato allo Zenit San Pietroburgo, in Russia. Debutta con il club pietroburghese il 16 settembre seguente, subentrando a Paredes nel corso del secondo tempo della vittoriosa trasferta di campionato contro l'Orenburg (1-2); alla prima da titolare, il 30 dello stesso mese, segna invece il primo gol con la nuova maglia, che tuttavia non evita la sconfitta per 2-1 con l'Anži.
Nel corso della stagione a San Pietroburgo si fregia del titolo russo, che tuttavia non può festeggiare in campo poiché, nell'aprile 2019, è vittima di un nuovo infortunio al menisco del ginocchio destro, con conseguente operazione e termine anticipato dell'annata. Pochi mesi dopo, rescinde il contratto con il club pietroburghese.
Rimasto svincolato, nel corso dell'estate 2019 tenta l'ennesima riabilitazione fisica, ma, ben presto, preso atto di un corpo ormai martoriato dagli infortuni, nonché della sopraggiunta mancanza di ulteriori stimoli, declina le offerte di altri club e inizia a meditare sul definitivo ritiro dall'attività agonistica, una decisione ufficializzata il successivo 3 ottobre, all'età di trentatré anni.

#### Nazionale

##### Nazionali giovanili
Il 1º giugno 2007 esordisce nella nazionale Under-21 di Pierluigi Casiraghi, con la quale è un titolare a centrocampo nel biennio 2007-2009. Nel 2008 partecipa con la nazionale olimpica al Torneo di Tolone, manifestazione amichevole durante la quale, in Italia-Turchia (2-1) del 23 maggio, realizza il suo primo gol con gli azzurrini, e ai Giochi di Pechino 2008; durante la rassegna a cinque cerchi gioca nel secondo tempo della prima partita contro l'Honduras, ma un infortunio muscolare lo costringe ad abbandonare il torneo dopo il secondo incontro del girone e a essere sostituito da Andrea Russotto.
È poi tra i convocati per l'Europeo Under-21 2009 in Svezia, ma deve saltare per squalifica la semifinale nella quale l'Italia viene eliminata dalla Germania.

##### Nazionale maggiore

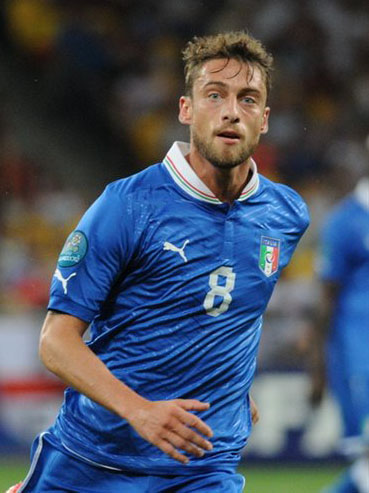
Marchisio in maglia azzurra al.

Il 12 agosto 2009, all'età di 23 anni, esordisce in nazionale maggiore con il commissario tecnico Marcello Lippi, giocando titolare nella partita amichevole Svizzera-Italia (0-0). Viene convocato per il campionato del mondo 2010 in Sudafrica, dove l'Italia viene eliminata al primo turno; Marchisio disputa da titolare le prime due partite del girone contro il Paraguay e la Nuova Zelanda, venendo sostituito in entrambe le occasioni.
Realizza il suo primo gol in nazionale il 7 ottobre 2011, nella partita Serbia-Italia (1-1) valevole per le qualificazioni a Euro 2012.
Diventato titolare nella gestione del CT Cesare Prandelli, prende parte al campionato d'Europa 2012 in Polonia e Ucraina in cui la nazionale italiana riesce ad arrivare all'atto conclusivo della manifestazione, dopo aver battuto in semifinale la Germania, perdendo tuttavia per 4-0 la finale del 1º luglio contro la Spagna; insieme a Gianluigi Buffon e ad Andrea Pirlo, Marchisio è sempre stato titolare senza mai venire sostituito.
Il piazzamento all'Europeo vale agli uomini di Prandelli la qualificazione alla FIFA Confederations Cup 2013 in Brasile, competizione nella quale Marchisio, confermato nella rosa azzurra, contribuisce al terzo posto finale conquistato dopo la vittoria ai rigori sull'Uruguay.
Ormai tra i punti fermi, assieme ai compagni di squadra Barzagli, Bonucci, Buffon, Chiellini e Pirlo, della cosiddetta Ital-Juve dei primi anni 2010, Marchisio viene quindi selezionato per partecipare al campionato del mondo 2014 in terra brasiliana. Il 14 giugno, nella gara d'esordio vinta 2-1 contro l'Inghilterra, segna la prima rete azzurra del torneo sbloccando il risultato; nonostante il positivo avvio, l'Italia viene eliminata nella fase a gironi dopo la sconfitta contro l'Uruguay, nella quale proprio Marchisio è punito con un controverso cartellino rosso, giudicato abbastanza severo dagli addetti ai lavori, per un pur irruento fallo su Egidio Arévalo.
Dopo il mondiale sudamericano, sotto la gestione del nuovo CT Antonio Conte partecipa alle qualificazioni a Euro 2016; tuttavia il grave infortunio occorsogli in campionato il 17 aprile 2016 lo costringe a saltare la fase finale della manifestazione continentale.
Fa un'ultima apparizione in maglia azzurra il 7 giugno 2017 con il selezionatore Gian Piero Ventura, in una vittoriosa amichevole a Nizza contro l'Uruguay (3-0), in cui è peraltro costretto ad abbandonare il campo dopo poco per un nuovo problema fisico. Chiude l'esperienza in nazionale maggiore con 55 presenze e 5 gol.

### Dopo il ritiro

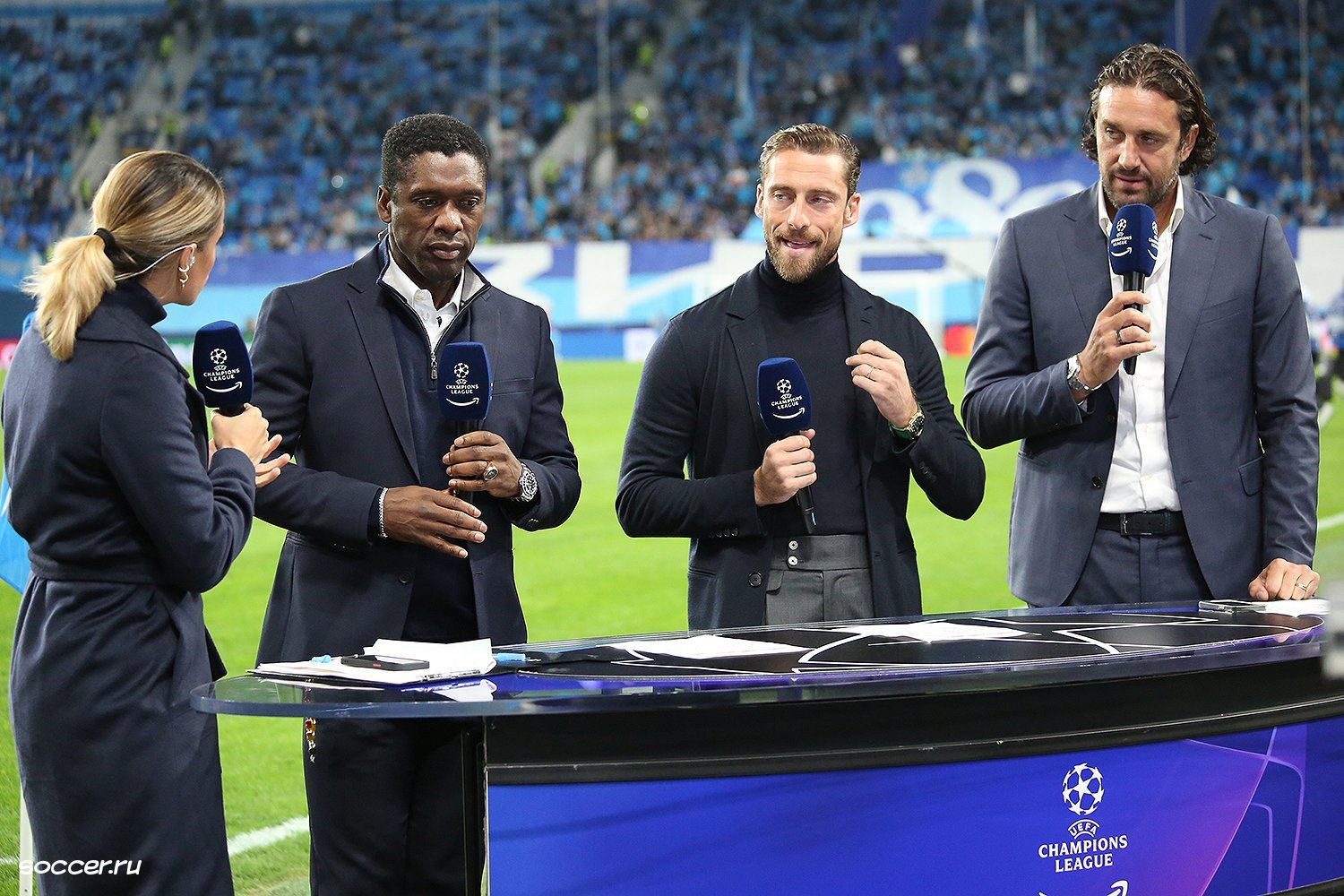
Da sinistra: la giornalista Giulia Mizzoni, Clarence Seedorf, Marchisio e Luca Toni al commento per Prime Video in occasione della UEFA Champions League 2021-2022.

Nel 2016, mentre è ancora in attività agonistica, pubblica la sua prima autobiografia, Nero su bianco. Nel 2020, è il turno del suo secondo libro autobiografico, Il mio terzo tempo, in cui racconta le sue esperienze nel mondo del calcio professionistico, oltre ad affrontare il tema del razzismo e di altre forme di discriminazione.
Dopo il ritiro, si interessa al giornalismo e al commento sportivo. Nel novembre del 2019, debutta sull'edizione torinese del Corriere della Sera. Durante il suo periodo di collaborazione con il quotidiano, si distingue per la sua attenzione a diversi temi di carattere sociale, fra cui la crisi del lavoro e l'economia ecologica, il fenomeno dell'hate speech e l'abuso di potere da parte delle forze dell'ordine.
Dal settembre 2020 al luglio 2021, è opinionista per Rai Sport in occasione delle gare della nazionale italiana, mentre dall'agosto seguente riveste lo stesso ruolo per Prime Video, in occasione delle gare di UEFA Champions League. Sempre per la Rai, nella stagione televisiva 2022-2023 è opinionista per La Domenica Sportiva oltreché per gli speciali inerenti alle gare del campionato del mondo 2022. Quindi per le stagioni 2023-2024 e 2024-2025 mantiene solo il ruolo su Prime Video.
Tra le attività imprenditoriali, dal 2020 è socio della L84, squadra di calcio a 5 di Volpiano, mentre nel 2024 fonda con il suo ex agente Alessandro Tocci l'agenzia di procure sportive Circum. Al di fuori dell'ambito sportivo, ha investito nel campo della ristorazione, divenendo proprietario di alcuni esercizi lungo la penisola italiana.

## Statistiche

### Presenze e reti nei club
Statistiche aggiornate al 9 dicembre 2018.
| Stagione        | Squadra               | Campionato      | Campionato | Campionato | Coppe nazionali | Coppe nazionali | Coppe nazionali | Coppe continentali | Coppe continentali | Coppe continentali | Altre coppe | Altre coppe | Altre coppe | Totale | Totale |
| Stagione        | Squadra               | Comp            | Pres       | Reti       | Comp            | Pres            | Reti            | Comp               | Pres               | Reti               | Comp        | Pres        | Reti        | Pres   | Reti   |
| --------------- | --------------------- | --------------- | ---------- | ---------- | --------------- | --------------- | --------------- | ------------------ | ------------------ | ------------------ | ----------- | ----------- | ----------- | ------ | ------ |
| 2006-2007       | Juventus              | B               | 25         | 0          | CI              | 1               | 0               | -                  | -                  | -                  | -           | -           | -           | 26     | 0      |
| 2007-2008       | Empoli                | A               | 26         | 0          | CI              | 1               | 0               | CU                 | 2                  | 0                  | -           | -           | -           | 29     | 0      |
| 2008-2009       | Juventus              | A               | 24         | 3          | CI              | 2               | 0               | UCL                | 6                  | 0                  | -           | -           | -           | 32     | 3      |
| 2009-2010       | Juventus              | A               | 28         | 3          | CI              | 0               | 0               | UCL+UEL            | 4+3                | 0                  | -           | -           | -           | 35     | 3      |
| 2010-2011       | Juventus              | A               | 32         | 4          | CI              | 1               | 0               | UEL                | 8                  | 0                  | -           | -           | -           | 41     | 4      |
| 2011-2012       | Juventus              | A               | 36         | 9          | CI              | 3               | 1               | -                  | -                  | -                  | -           | -           | -           | 39     | 10     |
| 2012-2013       | Juventus              | A               | 29         | 6          | CI              | 2               | 0               | UCL                | 8                  | 2                  | SI          | 1           | 0           | 40     | 8      |
| 2013-2014       | Juventus              | A               | 29         | 4          | CI              | 2               | 0               | UCL+UEL            | 4+7                | 0                  | SI          | 1           | 0           | 43     | 4      |
| 2014-2015       | Juventus              | A               | 35         | 3          | CI              | 4               | 0               | UCL                | 12                 | 0                  | SI          | 1           | 0           | 52     | 3      |
| 2015-2016       | Juventus              | A               | 23         | 0          | CI              | 3               | 0               | UCL                | 5                  | 0                  | SI          | 1           | 0           | 32     | 0      |
| 2016-2017       | Juventus              | A               | 18         | 1          | CI              | 2               | 0               | UCL                | 8                  | 1                  | SI          | 1           | 0           | 29     | 2      |
| 2017-2018       | Juventus              | A               | 15         | 0          | CI              | 4               | 0               | UCL                | 1                  | 0                  | SI          | 0           | 0           | 20     | 0      |
| Totale Juventus | Totale Juventus       | Totale Juventus | 294        | 33         |                 | 24              | 1               |                    | 66                 | 3                  |             | 5           | 0           | 389    | 37     |
| 2018-2019       | Zenit San Pietroburgo | PL              | 9          | 2          | KR              | 1               | 0               | UEL                | 5                  | 0                  | -           | -           | -           | 15     | 2      |
| Totale carriera | Totale carriera       | Totale carriera | 329        | 35         |                 | 26              | 1               |                    | 73                 | 3                  |             | 5           | 0           | 433    | 39     |

### Cronologia presenze e reti in nazionale
| Cronologia completa delle presenze e delle reti in nazionale ― Italia | Cronologia completa delle presenze e delle reti in nazionale ― Italia | Cronologia completa delle presenze e delle reti in nazionale ― Italia | Cronologia completa delle presenze e delle reti in nazionale ― Italia | Cronologia completa delle presenze e delle reti in nazionale ― Italia | Cronologia completa delle presenze e delle reti in nazionale ― Italia | Cronologia completa delle presenze e delle reti in nazionale ― Italia | Cronologia completa delle presenze e delle reti in nazionale ― Italia |
| Data                                                                  | Città                                                                 | In casa                                                               | Risultato                                                             | Ospiti                                                                | Competizione                                                          | Reti                                                                  | Note                                                                  |
| --------------------------------------------------------------------- | --------------------------------------------------------------------- | --------------------------------------------------------------------- | --------------------------------------------------------------------- | --------------------------------------------------------------------- | --------------------------------------------------------------------- | --------------------------------------------------------------------- | --------------------------------------------------------------------- |
| 12-8-2009                                                             | Basilea                                                               | Svizzera                                                              | 0 – 0                                                                 | Italia                                                                | Amichevole                                                            | -                                                                     | 73’                                                                   |
| 9-9-2009                                                              | Torino                                                                | Italia                                                                | 2 – 0                                                                 | Bulgaria                                                              | Qual. Mondiali 2010                                                   | -                                                                     | 72’                                                                   |
| 3-3-2010                                                              | Monaco                                                                | Italia                                                                | 0 – 0                                                                 | Camerun                                                               | Amichevole                                                            | -                                                                     | 46’                                                                   |
| 3-6-2010                                                              | Bruxelles                                                             | Italia                                                                | 1 – 2                                                                 | Messico                                                               | Amichevole                                                            | -                                                                     | 32’                                                                   |
| 14-6-2010                                                             | Città del Capo                                                        | Italia                                                                | 1 – 1                                                                 | Paraguay                                                              | Mondiali 2010 - 1º turno                                              | -                                                                     | 59’                                                                   |
| 20-6-2010                                                             | Nelspruit                                                             | Italia                                                                | 1 – 1                                                                 | Nuova Zelanda                                                         | Mondiali 2010 - 1º turno                                              | -                                                                     | 67’                                                                   |
| 10-8-2010                                                             | Londra                                                                | Italia                                                                | 0 – 1                                                                 | Costa d'Avorio                                                        | Amichevole                                                            | -                                                                     | 74’                                                                   |
| 8-10-2010                                                             | Belfast                                                               | Irlanda del Nord                                                      | 0 – 0                                                                 | Italia                                                                | Qual. Euro 2012                                                       | -                                                                     | 79’                                                                   |
| 12-10-2010                                                            | Genova                                                                | Italia                                                                | 3 – 0 tav                                                             | Serbia                                                                | Qual. Euro 2012                                                       | -                                                                     |                                                                       |
| 25-3-2011                                                             | Lubiana                                                               | Slovenia                                                              | 0 – 1                                                                 | Italia                                                                | Qual. Euro 2012                                                       | -                                                                     | 87’                                                                   |
| 29-3-2011                                                             | Kiev                                                                  | Ucraina                                                               | 0 – 2                                                                 | Italia                                                                | Amichevole                                                            | -                                                                     | 89’                                                                   |
| 3-6-2011                                                              | Modena                                                                | Italia                                                                | 3 – 0                                                                 | Estonia                                                               | Qual. Euro 2012                                                       | -                                                                     |                                                                       |
| 7-6-2011                                                              | Liegi                                                                 | Italia                                                                | 0 – 2                                                                 | Irlanda                                                               | Amichevole                                                            | -                                                                     |                                                                       |
| 10-8-2011                                                             | Bari                                                                  | Italia                                                                | 2 – 1                                                                 | Spagna                                                                | Amichevole                                                            | -                                                                     | 47’                                                                   |
| 6-9-2011                                                              | Firenze                                                               | Italia                                                                | 1 – 0                                                                 | Slovenia                                                              | Qual. Euro 2012                                                       | -                                                                     | 46’                                                                   |
| 7-10-2011                                                             | Belgrado                                                              | Serbia                                                                | 1 – 1                                                                 | Italia                                                                | Qual. Euro 2012                                                       | 1                                                                     | 70’                                                                   |
| 11-11-2011                                                            | Breslavia                                                             | Polonia                                                               | 0 – 2                                                                 | Italia                                                                | Amichevole                                                            | -                                                                     | 64’                                                                   |
| 15-11-2011                                                            | Roma                                                                  | Italia                                                                | 0 – 1                                                                 | Uruguay                                                               | Amichevole                                                            | -                                                                     | 82’                                                                   |
| 29-2-2012                                                             | Genova                                                                | Italia                                                                | 0 – 1                                                                 | Stati Uniti                                                           | Amichevole                                                            | -                                                                     | 72’                                                                   |
| 1-6-2012                                                              | Zurigo                                                                | Italia                                                                | 0 – 3                                                                 | Russia                                                                | Amichevole                                                            | -                                                                     |                                                                       |
| 10-6-2012                                                             | Danzica                                                               | Spagna                                                                | 1 – 1                                                                 | Italia                                                                | Euro 2012 - 1º turno                                                  | -                                                                     |                                                                       |
| 14-6-2012                                                             | Poznań                                                                | Italia                                                                | 1 – 1                                                                 | Croazia                                                               | Euro 2012 - 1º turno                                                  | -                                                                     |                                                                       |
| 18-6-2012                                                             | Poznań                                                                | Italia                                                                | 2 – 0                                                                 | Irlanda                                                               | Euro 2012 - 1º turno                                                  | -                                                                     |                                                                       |
| 24-6-2012                                                             | Kiev                                                                  | Inghilterra                                                           | 0 – 0 dts (2 – 4 dtr)                                                 | Italia                                                                | Euro 2012 - Quarti di finale                                          | -                                                                     |                                                                       |
| 28-6-2012                                                             | Varsavia                                                              | Germania                                                              | 1 – 2                                                                 | Italia                                                                | Euro 2012 - Semifinale                                                | -                                                                     |                                                                       |
| 1-7-2012                                                              | Kiev                                                                  | Spagna                                                                | 4 – 0                                                                 | Italia                                                                | Euro 2012 - Finale                                                    | -                                                                     |                                                                       |
| 7-9-2012                                                              | Sofia                                                                 | Bulgaria                                                              | 2 – 2                                                                 | Italia                                                                | Qual. Mondiali 2014                                                   | -                                                                     |                                                                       |
| 11-9-2012                                                             | Modena                                                                | Italia                                                                | 2 – 0                                                                 | Malta                                                                 | Qual. Mondiali 2014                                                   | -                                                                     |                                                                       |
| 12-10-2012                                                            | Erevan                                                                | Armenia                                                               | 1 – 3                                                                 | Italia                                                                | Qual. Mondiali 2014                                                   | -                                                                     |                                                                       |
| 16-10-2012                                                            | Milano                                                                | Italia                                                                | 3 – 1                                                                 | Danimarca                                                             | Qual. Mondiali 2014                                                   | -                                                                     |                                                                       |
| 14-11-2012                                                            | Parma                                                                 | Italia                                                                | 1 – 2                                                                 | Francia                                                               | Amichevole                                                            | -                                                                     | 50’                                                                   |
| 26-3-2013                                                             | Ta' Qali                                                              | Malta                                                                 | 0 – 2                                                                 | Italia                                                                | Qual. Mondiali 2014                                                   | -                                                                     |                                                                       |
| 7-6-2013                                                              | Praga                                                                 | Rep. Ceca                                                             | 0 – 0                                                                 | Italia                                                                | Qual. Mondiali 2014                                                   | -                                                                     |                                                                       |
| 11-6-2013                                                             | Rio de Janeiro                                                        | Italia                                                                | 2 – 2                                                                 | Haiti                                                                 | Amichevole                                                            | 1                                                                     | 72’                                                                   |
| 16-6-2013                                                             | Rio de Janeiro                                                        | Messico                                                               | 1 – 2                                                                 | Italia                                                                | Conf. Cup 2013 - 1º turno                                             | -                                                                     | 68’                                                                   |
| 19-6-2013                                                             | Recife                                                                | Italia                                                                | 4 – 3                                                                 | Giappone                                                              | Conf. Cup 2013 - 1º turno                                             | -                                                                     | 68’                                                                   |
| 22-6-2013                                                             | Salvador                                                              | Italia                                                                | 2 – 4                                                                 | Brasile                                                               | Conf. Cup 2013 - 1º turno                                             | -                                                                     | 40’                                                                   |
| 27-6-2013                                                             | Fortaleza                                                             | Spagna                                                                | 0 – 0 dts (7 – 6 dtr)                                                 | Italia                                                                | Conf. Cup 2013 - Semifinale                                           | -                                                                     | 79’                                                                   |
| 14-8-2013                                                             | Roma                                                                  | Italia                                                                | 1 – 2                                                                 | Argentina                                                             | Amichevole                                                            | -                                                                     | 46’                                                                   |
| 11-10-2013                                                            | Copenaghen                                                            | Danimarca                                                             | 2 – 2                                                                 | Italia                                                                | Qual. Mondiali 2014                                                   | -                                                                     | 68’                                                                   |
| 15-11-2013                                                            | Milano                                                                | Italia                                                                | 1 – 1                                                                 | Germania                                                              | Amichevole                                                            | -                                                                     | 71’                                                                   |
| 5-3-2014                                                              | Madrid                                                                | Spagna                                                                | 1 – 0                                                                 | Italia                                                                | Amichevole                                                            | -                                                                     |                                                                       |
| 31-5-2014                                                             | Londra                                                                | Italia                                                                | 0 – 0                                                                 | Irlanda                                                               | Amichevole                                                            | -                                                                     |                                                                       |
| 4-6-2014                                                              | Perugia                                                               | Italia                                                                | 1 – 1                                                                 | Lussemburgo                                                           | Amichevole                                                            | 1                                                                     | 86’                                                                   |
| 14-6-2014                                                             | Manaus                                                                | Inghilterra                                                           | 1 – 2                                                                 | Italia                                                                | Mondiali 2014 - 1º turno                                              | 1                                                                     |                                                                       |
| 20-6-2014                                                             | Recife                                                                | Italia                                                                | 0 – 1                                                                 | Costa Rica                                                            | Mondiali 2014 - 1º turno                                              | -                                                                     | 69’                                                                   |
| 24-6-2014                                                             | Natal                                                                 | Italia                                                                | 0 – 1                                                                 | Uruguay                                                               | Mondiali 2014 - 1º turno                                              | -                                                                     | 59’                                                                   |
| 4-9-2014                                                              | Bari                                                                  | Italia                                                                | 2 – 0                                                                 | Paesi Bassi                                                           | Amichevole                                                            | -                                                                     | 63’                                                                   |
| 10-10-2014                                                            | Palermo                                                               | Italia                                                                | 2 – 1                                                                 | Azerbaigian                                                           | Qual. Euro 2016                                                       | -                                                                     |                                                                       |
| 13-10-2014                                                            | Ta' Qali                                                              | Malta                                                                 | 0 – 1                                                                 | Italia                                                                | Qual. Euro 2016                                                       | -                                                                     |                                                                       |
| 16-11-2014                                                            | Milano                                                                | Italia                                                                | 1 – 1                                                                 | Croazia                                                               | Qual. Euro 2016                                                       | -                                                                     |                                                                       |
| 12-6-2015                                                             | Spalato                                                               | Croazia                                                               | 1 – 1                                                                 | Italia                                                                | Qual. Euro 2016                                                       | -                                                                     | 11’                                                                   |
| 13-11-2015                                                            | Bruxelles                                                             | Belgio                                                                | 3 – 1                                                                 | Italia                                                                | Amichevole                                                            | -                                                                     |                                                                       |
| 17-11-2015                                                            | Bologna                                                               | Italia                                                                | 2 – 2                                                                 | Romania                                                               | Amichevole                                                            | 1                                                                     | 77’                                                                   |
| 7-6-2017                                                              | Nizza                                                                 | Italia                                                                | 3 – 0                                                                 | Uruguay                                                               | Amichevole                                                            | -                                                                     | 4’ 18’                                                                |
| Totale                                                                |                                                                       | Presenze                                                              | 55                                                                    |                                                                       | Reti                                                                  | 5                                                                     |                                                                       |

| Cronologia completa delle presenze e delle reti in nazionale ― Italia olimpica | Cronologia completa delle presenze e delle reti in nazionale ― Italia olimpica | Cronologia completa delle presenze e delle reti in nazionale ― Italia olimpica | Cronologia completa delle presenze e delle reti in nazionale ― Italia olimpica | Cronologia completa delle presenze e delle reti in nazionale ― Italia olimpica | Cronologia completa delle presenze e delle reti in nazionale ― Italia olimpica | Cronologia completa delle presenze e delle reti in nazionale ― Italia olimpica | Cronologia completa delle presenze e delle reti in nazionale ― Italia olimpica |
| Data                                                                           | Città                                                                          | In casa                                                                        | Risultato                                                                      | Ospiti                                                                         | Competizione                                                                   | Reti                                                                           | Note                                                                           |
| ------------------------------------------------------------------------------ | ------------------------------------------------------------------------------ | ------------------------------------------------------------------------------ | ------------------------------------------------------------------------------ | ------------------------------------------------------------------------------ | ------------------------------------------------------------------------------ | ------------------------------------------------------------------------------ | ------------------------------------------------------------------------------ |
| 23-5-2008                                                                      | La Seyne-sur-Mer                                                               | Italia olimpica                                                                | 2 – 1                                                                          | Turchia under 23                                                               | Torneo di Tolone 2008 - 1º turno                                               | 1                                                                              |                                                                                |
| 27-5-2008                                                                      | Tolone                                                                         | Italia olimpica                                                                | 0 – 0 dts (5 - 4 dcr)                                                          | Giappone olimpica                                                              | Torneo di Tolone 2008 - Semifinale                                             | -                                                                              | 80’                                                                            |
| 22-7-2008                                                                      | Pistoia                                                                        | Italia olimpica                                                                | 1 – 1                                                                          | Romania under 21                                                               | Amichevole                                                                     | -                                                                              | 46’                                                                            |
| 7-8-2008                                                                       | Qinhuangdao                                                                    | Honduras olimpica                                                              | 0 – 3                                                                          | Italia olimpica                                                                | Olimpiadi 2008 - 1º turno                                                      | -                                                                              | 79’                                                                            |
| Totale                                                                         |                                                                                | Presenze                                                                       | 4                                                                              |                                                                                | Reti                                                                           | 1                                                                              |                                                                                |

| Cronologia completa delle presenze e delle reti in nazionale ― Italia under 21 | Cronologia completa delle presenze e delle reti in nazionale ― Italia under 21 | Cronologia completa delle presenze e delle reti in nazionale ― Italia under 21 | Cronologia completa delle presenze e delle reti in nazionale ― Italia under 21 | Cronologia completa delle presenze e delle reti in nazionale ― Italia under 21 | Cronologia completa delle presenze e delle reti in nazionale ― Italia under 21 | Cronologia completa delle presenze e delle reti in nazionale ― Italia under 21 | Cronologia completa delle presenze e delle reti in nazionale ― Italia under 21 |
| Data                                                                           | Città                                                                          | In casa                                                                        | Risultato                                                                      | Ospiti                                                                         | Competizione                                                                   | Reti                                                                           | Note                                                                           |
| ------------------------------------------------------------------------------ | ------------------------------------------------------------------------------ | ------------------------------------------------------------------------------ | ------------------------------------------------------------------------------ | ------------------------------------------------------------------------------ | ------------------------------------------------------------------------------ | ------------------------------------------------------------------------------ | ------------------------------------------------------------------------------ |
| 1-6-2007                                                                       | Pontedera                                                                      | Italia under 21                                                                | 4 – 0                                                                          | Albania under 21                                                               | Qual. Euro 2009                                                                | -                                                                              |                                                                                |
| 21-8-2007                                                                      | La Spezia                                                                      | Italia under 21                                                                | 2 – 1                                                                          | Francia under 21                                                               | Amichevole                                                                     | -                                                                              |                                                                                |
| 7-9-2007                                                                       | Trento                                                                         | Italia under 21                                                                | 2 – 1                                                                          | Fær Øer under 21                                                               | Qual. Euro 2009                                                                | -                                                                              |                                                                                |
| 12-10-2007                                                                     | Chieti                                                                         | Italia under 21                                                                | 2 – 0                                                                          | Croazia under 21                                                               | Qual. Euro 2009                                                                | -                                                                              |                                                                                |
| 16-10-2007                                                                     | Atene                                                                          | Grecia under 21                                                                | 2 – 2                                                                          | Italia under 21                                                                | Qual. Euro 2009                                                                | -                                                                              |                                                                                |
| 25-3-2008                                                                      | Baku                                                                           | Azerbaigian under 21                                                           | 0 – 2                                                                          | Italia under 21                                                                | Qual. Euro 2009                                                                | -                                                                              |                                                                                |
| 5-9-2008                                                                       | Castel di Sangro                                                               | Italia under 21                                                                | 1 – 1                                                                          | Grecia under 21                                                                | Qual. Euro 2009                                                                | -                                                                              |                                                                                |
| 9-9-2008                                                                       | Varaždin                                                                       | Croazia under 21                                                               | 1 – 1                                                                          | Italia under 21                                                                | Qual. Euro 2009                                                                | -                                                                              |                                                                                |
| 11-10-2008                                                                     | Italia                                                                         | Italia under 21                                                                | 0 – 0                                                                          | Israele under 21                                                               | Amichevole                                                                     | -                                                                              |                                                                                |
| 31-3-2009                                                                      | Kerkrade                                                                       | Paesi Bassi under 21                                                           | 1 – 1                                                                          | Italia under 21                                                                | Amichevole                                                                     | -                                                                              |                                                                                |
| 9-6-2009                                                                       | Farum                                                                          | Italia under 21                                                                | 4 – 0                                                                          | Danimarca under 21                                                             | Amichevole                                                                     | -                                                                              |                                                                                |
| 16-6-2009                                                                      | Helsingborg                                                                    | Italia under 21                                                                | 0 – 0                                                                          | Serbia under 21                                                                | Europeo U-21 2009 - 1º turno                                                   | -                                                                              |                                                                                |
| 19-6-2009                                                                      | Helsingborg                                                                    | Svezia under 21                                                                | 1 – 2                                                                          | Italia under 21                                                                | Europeo U-21 2009 - 1º turno                                                   | -                                                                              |                                                                                |
| 23-6-2009                                                                      | Helsingborg                                                                    | Bielorussia under 21                                                           | 1 – 2                                                                          | Italia under 21                                                                | Europeo U-21 2009 - 1º turno                                                   | -                                                                              |                                                                                |
| Totale                                                                         |                                                                                | Presenze                                                                       | 14                                                                             |                                                                                | Reti                                                                           | 0                                                                              |                                                                                |

| Cronologia completa delle presenze e delle reti in nazionale ― Italia under 20 | Cronologia completa delle presenze e delle reti in nazionale ― Italia under 20 | Cronologia completa delle presenze e delle reti in nazionale ― Italia under 20 | Cronologia completa delle presenze e delle reti in nazionale ― Italia under 20 | Cronologia completa delle presenze e delle reti in nazionale ― Italia under 20 | Cronologia completa delle presenze e delle reti in nazionale ― Italia under 20 | Cronologia completa delle presenze e delle reti in nazionale ― Italia under 20 | Cronologia completa delle presenze e delle reti in nazionale ― Italia under 20 |
| Data                                                                           | Città                                                                          | In casa                                                                        | Risultato                                                                      | Ospiti                                                                         | Competizione                                                                   | Reti                                                                           | Note                                                                           |
| ------------------------------------------------------------------------------ | ------------------------------------------------------------------------------ | ------------------------------------------------------------------------------ | ------------------------------------------------------------------------------ | ------------------------------------------------------------------------------ | ------------------------------------------------------------------------------ | ------------------------------------------------------------------------------ | ------------------------------------------------------------------------------ |
| 13-9-2006                                                                      | Visp                                                                           | Svizzera under 20                                                              | 0 – 1                                                                          | Italia under 20                                                                | Amichevole                                                                     | -                                                                              |                                                                                |
| Totale                                                                         |                                                                                | Presenze                                                                       | 1                                                                              |                                                                                | Reti                                                                           | 0                                                                              |                                                                                |

## Palmarès

### Club

#### Competizioni giovanili
- Torneo di Viareggio: 1

Juventus: 2005
- Campionato Primavera: 1

Juventus: 2005-2006
- Supercoppa Primavera: 1

Juventus: 2006

#### Competizioni nazionali
- Campionato italiano di Serie B: 1

Juventus: 2006-2007
- Campionato italiano: 7

Juventus: 2011-2012, 2012-2013, 2013-2014, 2014-2015, 2015-2016, 2016-2017, 2017-2018
- Supercoppa italiana: 3

Juventus: 2012, 2013, 2015
- Coppa Italia: 4

Juventus: 2014-2015, 2015-2016, 2016-2017, 2017-2018
- Campionato russo: 1

Zenit San Pietroburgo: 2018-2019

### Nazionale
- Torneo di Tolone: 1

2008

### Individuale
- Gran Galà del calcio AIC: 2

Squadra dell'anno: 2011, 2012
- Squadra della stagione della UEFA Champions League: 1

2014-2015

## Opere
- Nero su bianco. La mia autobiografia social, Milano, Mondadori, 2016, ISBN 978-88-04-66355-3, SBN MOD1658233.
- Il mio terzo tempo. Nel calcio e nella vita valgono le stesse regole, Milano, Chiarelettere, 2020, ISBN 978-88-329-6304-5, SBN UBO4484191.